# Ejército popular
Ejército popular, ejército revolucionario, o una combinación de ambos términos o términos similares a popular y revolucionario, son denominaciones que reciben las fuerzas armadas nacionales de diversos países (China, Argelia, etc.) y fuerzas armadas no regulares de organizaciones guerrilleras (en países de América Latina y otros continentes en vías de desarrollo).
También se denominaron ejércitos populares las fuerzas armadas de varios países del bloque del Este (como el de la República Democrática Alemana) o las de uno de los bandos intervinientes en diferentes conflictos del siglo XX, como el Ejército Constitucionalista de México en la Revolución mexicana (1910, no debe confundirse con el denominado Ejército Popular Revolucionario, un movimiento guerrillero desde finales del siglo XX) o el Ejército Popular Republicano de la Segunda República Española en la guerra civil española (1936–1939, durante la cual el papel de los milicianos organizados espontáneamente por los partidos políticos y sindicatos fue especialmente importante tanto militar como política y socialmente -véase Revolución Española de 1936-).
Con la denominación de ejército popular sus organizadores suelen querer otorgar carácter de ejército a una milicia popular u otros tipos de instituciones armadas organizadas de forma revolucionaria o insurreccional, al menos en su inicio histórico o como pretensión ideológica; puesto que, si perduran en el tiempo, su carácter revolucionario o insurreccional necesariamente pierde su condición espontánea (si es que alguna vez la tuvieron), aunque ideológicamente se pretenda el mantenimiento de algo parecido a una revolución permanente. Si tienen éxito se convierten en un ejército regular y si no, en un grupo que a sí mismo se considera guerrillero y por el estado al que combate terrorista.
Los primeros ejércitos populares o revolucionarios fueron los que iniciaron la denominada Era de las Revoluciones o Revoluciones burguesas: el de los Estados Unidos en la Guerra de Independencia de los Estados Unidos (1775–1783) y el ejército de la Francia revolucionaria en las Guerras Revolucionarias Francesas (1792–1801).